# Relaciones España-Gabón
Las relaciones España-Gabón son las relaciones bilaterales entre estos dos países. Gabón tiene una embajada en Madrid y consulados honorarios en Barcelona y en Bilbao. España tiene una embajada en Libreville.

## Relaciones diplomáticas
Las relaciones bilaterales pueden calificarse de cordiales y sin puntos de fricción entre ambos países. España cuenta con Embajada residente en Libreville desde 1962. Aunque las relaciones políticas sean buenas, tradicionalmente han adolecido de una ausencia de visitas en uno u otro sentido que impriman un mayor dinamismo y visibilidad a la relación bilateral. La imagen que proyecta España en Gabón es positiva en líneas generales; España no está asociada en la creencia colectiva de los ciudadanos gaboneses a un Estado colonial, y la sociedad gabonesa aprecia el progreso democrático y económico desde la transición española, considerado como un ejemplo a tener en cuenta.

## Relaciones económicas
La Balanza Comercial con Gabón ha sido tradicionalmente deficitaria para España (452 millones € en 2013, 294 millones en 2014 y 367 millones en 2015). En 2014 y 2015 el valor de las importaciones españolas procedentes de Gabón descendió sustancialmente como consecuencia, en gran medida, de la caída del precio del petróleo experimentada a lo largo de esos años.

## Cooperación
Por su condición de país de renta media, Gabón no entra en el marco de los programas de cooperación de la AECID, pero sí se beneficiaba del programa de becas hasta 2011 – último año en el que fueron seleccionados estudiantes gaboneses (cuatro).
Hasta el año académico 2011 – 2012, la AECID mantuvo un lector en la Escuela Normal Superior (ENS, centro universitario de formación de profesores de lengua) y durante varios años llegó a haber un segundo lector en la Universidad Omar Bongo. Ambos lectorados fueron suprimidos. La Embajada de España realizó gestiones para el restablecimiento del lectorado en la ENS pero este no fue restablecido. Sin embargo la Embajada consiguió patrocinios para conseguir enviar una lectora a la ENS durante el 1er semestre de 2016.
Existe un fuerte interés por el estudio del español, que se expresa en el alto número de estudiantes gaboneses que estudian el español como lengua extranjera en el sistema educativo nacional, tanto en secundaria como en la universidad. La ENS envía anualmente a la Universidad de Salamanca un grupo de estudiantes -entre 20 y 35- en el marco de un programa docente de formación de profesores de español activo desde finales de los años 80. El programa combina el perfeccionamiento del español con formación metodológica para la enseñanza del idioma. La duración de la estancia varía entre los 4 y los 6 meses. Según datos proporcionados por el Ministerio de Educación Nacional a la Embajada, en el curso 2015/16 existen 111.000 estudiantes de español en enseñanza secundaria y 410 profesores.
En el marco de la cooperación deportiva existe un programa de cooperación bilateral firmado en 2003 con ocasión de la visita a España del Ministro gabonés de Juventud y Deporte. El programa establece un calendario anual de actividades deportivas patrocinadas por el Consejo Superior de Deportes, aunque no constan datos recientes que confirmen su vigencia.
La cooperación militar entre España y Gabón se ha visto reforzada en los últimos años con la concesión por el Ministerio de Defensa español de algunas becas de formación para oficiales (lengua española y curso de Estado Mayor) desde el curso 2014-15, y especialmente tras el despliegue desde marzo de 2014 de un avión junto con un destacamento de unos 50 efectivos del Ejército del Aire español para operar desde territorio gabonés, en apoyo de las fuerzas francesas en la región.